# KNM-LT 329
KNM-LT 329 y F-LT 1 son los nombres de catálogo de los restos fósiles, también conocidos como mandíbula de Lothagam, de tres molares, solo uno con corona, y parte de la mandíbula derecha de un posible macho adulto de Australopithecus anamensis, con muchas discrepancias, de un antigüedad que oscila entre 4,2 y 5 millones de años, encontrados en el yacimiento de Lothagam, Kenia, por Arnold Lewis y Bryan Patterson, en 1967 y cuya descripción fue publicada en 1970 por B. Patterson et al.
Las iniciales KNM del nombre corresponden a Kenya National Museum (ahora conocido como National Museums of Kenya) y LT al yacimiento paleontológico de Lothagam.

## Descripción
Los restos fósiles corresponden a parte de una mandíbula derecha de un adulto, que conserva un molar y parte de las raíces de otros dos. «La mandíbula es morfológicamente intermedia entre los póngidos modernos y A. afarensis».

## Taxonomía
La atribución a distintos géneros y especies ha variado en el tiempo y con la aparición de fósiles cercanos, habiendo comenzado en Australopithecus sp., pasando por A. africanus, A. afarensis, A. anamensis y Ardipithecus.

«...una vez considerados candidatos plausibles para el estado como los primeros homínidos (por ejemplo, Kramer 1986; Ward y Hill 1987). Sin embargo, el trabajo de campo reciente ha disminuido la relevancia de estos fósiles al recuperar muestras de horizontes hace más de dos millones de años. Sin embargo, a pesar del aumento de las muestras comparativas, estos dos fragmentos mandibulares siguen siendo difíciles de diagnosticar. Aquí consideramos la morfología y las métricas dentales de estos dos especímenes en comparación con las muestras más grandes de homininos del Mioceno y Plioceno tempranos recuperados durante los últimos quince años. Demostramos, según el tamaño molar, que KNM-TH 13150 es consistente con el hipodigma de Ardipithecus, mientras que la mandíbula Lothagam no es consistente con Ardipithecus en sus dimensiones molares. Estos resultados tienen importantes implicaciones biogeográficas y apuntan a una filogenia de hominina del Plioceno temprano más compleja que la apreciada anteriormente.»
Kissel y Hawks (2005)